# Cladonia rangiferina
Cladonia rangiferina, die Echte Rentierflechte, ist eine in der alpinen Tundra weitverbreitete, strauchförmig wachsende Flechte aus der Gattung Cladonia.  Die hellgrauen bodenbedeckenden, moosähnlich wirkenden Polster sind besonders in den Wintermonaten eine bedeutende Nahrungsquelle für Rentiere. Doch ist das Vorkommen der Rentierflechte nicht auf kalte Klimate beschränkt.

## Merkmale
Die weißliche Echte Rentierflechte wächst strauchförmig dem Boden aufliegend. Die hohlen Stämmchen (Podetien) sind grauweiß und reich verzweigt mit zu dritt oder zu viert stehenden, von offenen Achseln abgehenden Ästen. Die Oberfläche ist matt und wirkt etwas filzig. Die Stämmchen tragen keine Blättchen oder Schuppen. Fruchtkörper (Apothecien) sind selten entwickelt.

## Ökologie
Die Flechte ist im Bereich der sommergrünen Laubwald- und der borealen Nadelwaldzone bis in die Tundra verbreitet. Dort wächst sie auf felsigem Untergrund und bevorzugt auf sauren Böden an lichtreichen Standorten in Zwergstrauchheiden, Magerrasen und sehr lichten Wäldern.